# Oonagh Whitsett
Oonagh Whitsett – południowoafrykańska skoczkini.
Startowała na pierwszych i drugich igrzyskach Imperium Brytyjskiego. W Hamilton zdobyła złoto w konkurencji skoków z trampoliny z trzech metrów. Cztery lata później zajęła w tej samej konkurencji piąte miejsce.